# رولاندو تاکر
رولاندو تاکر (اسپانیایی: Rolando Tucker‎؛ زادهٔ ۳۱ دسامبر ۱۹۷۱) شمشیرباز اهل کوبا بود.
وی در مسابقات کشوری و بین‌المللی در مجموع برندهٔ ۳ مدال طلا، ۱ مدال نقره، ۱ مدال برنز شده‌است.